# 短梗柳叶菜
短梗柳叶菜（学名：Epilobium royleanum）为柳叶菜科柳叶菜属下的一个种。

## 扩展阅读
維基物種上的相關：短梗柳叶菜